# 安氏似鱗頭鰍
安氏似鱗頭鰍為輻鰭魚綱鯉形目鰍科的其中一種，為熱帶淡水魚，分布於亞洲印度及孟加拉淡水流域，體長可達4.3公分，棲息在水質清澈、流動快速、沙底質河川底層水域，生活習性不明。

## 扩展阅读
維基物種上的相關：安氏似鱗頭鰍